# Себастьян Кальво де ла Пуэрта
Себастьян Николас де Бари Кальво де ла Пуэрта-и-О’Фаррилл, 1-й маркиз Каса-Кальво (исп. Sebastián Calvo de la Puerta y O'Farrill; август 1751 — 27 мая 1820) — испанский дворянин и военный, десятый губернатор Испанской Луизианы с 1799 по 1801 год.

## Ранняя жизнь и карьера
Он родился в Артемисе, Куба, примерно в 1751 году или, возможно, в 1754 году, согласно разным источникам. Он был сыном Педро Кальво де ла Пуэрта и Каталины О’Фаррилл. Он начал военную карьеру с раннего возраста, начав с зачисления кадета в дворянскую роту в 1763 году.
Себастьян Николас де Бари Кальва впервые прибыл в Луизиану в 1769 году в составе компании Алехандро О’Рейли и служил под командованием Бернардо де Гальвеса в битве у форта Шарлотта 1780 года во время Войны за независимость США. Он получил дворянский титул (маркиз де Каса-Кальво) и рыцарское звание в Ордене Сантьяго 20 мая 1786 года королем Испании Карлом III.
В 1794 году Каса Кальво участвовал в захвате форта Дофин, Сен-Доминго, у французов во время Гаитянской революции, и руководил там испанским гарнизоном во время резни в Баяхе. Позже он был назначен губернатором Баяхи и назначен ответственным за армейские операции против Французской Республики в Санто-Доминго, пока колония не была возвращена Франции в рамках Базельского мира.
Живя на Кубе, он женился на Марии Луизе Пенельвар-и-Наваретте (1764—1792), уроженке Гаваны, в 1781 году.

## Губернатор испанской Луизианы
На момент смерти губернатора Гайосо в 1799 году Каса Кальво проживал на Кубе, где работал судьей-адвокатом. Каса Кальво был назначен временным военным губернатором до прибытия Хуана Мануэля де Сальседо, чье прибытие было отложено из-за плохого состояния здоровья до 1801 года . Когда Сальседо вернул Луизиану французам в 1803 году, Каса Кальво был там, чтобы помочь в переходе, что сделало его единственным из испанских губернаторов Луизианы, который присутствовал как в начале, так и в конце испанского правления.

## Дальнейшая жизнь
Прежде чем Испания вернула Луизиану Франции, последняя пообещала не допустить попадания колонии в руки американцев, но на самом деле Франция уже продала её США. Каса Кальво остался в Луизиане после перехода к американскому правлению якобы для помощи в определении западной границы с Техасом. В это время Джеймс Уилкинсон, тогдашний губернатор Территории Луизианы, пытался связаться с маркизом Каса-Кальво, чтобы предоставить информацию, которая укрепила бы позиции Испании в переговорах. Уильям Си Клейборн, губернатор территории Орлеана, с которым Каса Кальво вел переговоры, не доверял Каса Кальво и приказал ему уйти в 1806 году.
Маркиз Каса-Кальво отправился в Пенсаколу, едва избежав кораблекрушения по пути, и попросил разрешения возглавить военную экспедицию против Луизианы. Его просьба была отклонена, и он переехал в Мадрид. Он был ярым бонапартистом во время правления Жозефа Бонапарта. После падения бонапартистов в Испании он бежал в Париж, где оставался до своей смерти в 1820 году.